# 22064 Анжелалюїс
22064 Анжелалюїс (2000 AQ99, 1981 UC27, 1998 MS12, 22064 Angelalewis) — астероїд головного поясу, відкритий 5 січня 2000 року.
Тіссеранів параметр щодо Юпітера — 3,329.